# Minori Scramble!
Minori Scramble! (みのりスクランブル! Minori Sukuranburu!) là một loạt manga được viết và minh họa bởi Chihaya Mikage. Các chương truyện được đăng lần đầu trên tạp chí Manga Time Kirara Forward của Houbunsha từ tháng 7 năm 2007 đến tháng 2 năm 2008; một tập tankōbon đã được phát hành trong tháng 2 năm 2008. Một sê-ri anime sẽ do Ufotable sản xuất đã được công bố. Buổi giới thiệu giọng lồng tiếng cho các nhân vật chính đã được tổ chức tại sự kiện anime Machi*Asobi, diễn ra tại tỉnh Tokushima, bắt đầu từ ngày 9 tháng 10 năm 2010.

## Cốt truyện
Câu chuyện xoay quanh Kakegawa Tamaki, một nữ sinh tiểu học lớp 5 có cha là nhà nghiên cứu chim cánh cụt. Đồng nghĩa với việc Tamaki suốt ngày bị bọn chim cánh cụt vây quanh và dần trở nên căm ghét chúng. Để chữa bệnh ác cảm với chim cánh cụt cho Tamaki, một 'penguinoid' tên là Minori đã được tạo ra để làm bạn với cô.